# Six Nations Cup 2009
De Six Nations Cup 2009 is een dartstoernooi georganiseerd door de England Darts Organisation (EDO), uitgevoerd onder auspiciën van de British Darts Organisation (BDO). Het toernooi werd gehouden van 28 februari 2009 tot en met 1 maart 2009 in het Hastings Everglades Hotel in Londonderry, Noord-Ierland.

## Groepsfase
zaterdag 28 februari 2009
- Groep 1
  -  Wales -  Ierland 13-8
  -  Ierland -  Noord-Ierland 6-13
  -  Noord-Ierland -  Wales 7-13

- Groep 2
  -  Engeland -  Schotland 13-7
  -  Schotland -  Nederland 13-12
  -  Engeland -  Nederland 12-13

## Knock-out
zondag 1 maart 2009
- 5e / 6e plaats
  -  Schotland -  Ierland 13-5
- halve finale
  -  Wales -  Nederland 8-13
  -  Engeland -  Noord-Ierland 13-5
- finale
  -  Engeland -  Nederland 13-8